# Fra en rejse i Jordan
Fra en rejse i Jordan er en dansk dokumentarfilm fra 1965 med instruktion og manuskript af Hans Vangkilde.

## Handling
Indtryk fra det hellige land.